# ルパン三世 シークレットファイル
『ルパン三世 シークレットファイル』（ルパンさんせい シークレットファイル）は、モンキー・パンチ原作のアニメ『ルパン三世』のOVA。映画作品の予告映像やTVシリーズのオープニング&エンディングをまとめた映像集である。
1989年にVHS版、1996年にLD版がそれぞれ発売された。また、2003年10月に発売された「劇場版 ルパン三世 DVD Limited Box」にもDVD特典ディスクとして封入されている。
この作品は全2作あり、1の方は、『ルパン三世 ルパンVS複製人間』『ルパン三世 カリオストロの城』『ルパン三世 バビロンの黄金伝説』『ルパン三世 風魔一族の陰謀』の劇場予告（「劇場版 ルパン三世 DVD Limited Box」には実写版『ルパン三世 念力珍作戦』の劇場予告も収録）や、『ルパン三世 パイロットフィルム』が収録。2の方は、TVシリーズ『ルパン三世 (TV第1シリーズ)』『ルパン三世 (TV第2シリーズ)』『ルパン三世 PARTIII』と劇場公開作品のオープニング&エンディング集を網羅したサウンド・コレクションとなっている。

## 声の出演・出演
- ルパン三世
  - パイロットフィルム（シネマスコープ版） - 野沢那智
  - パイロットフィルム（TV版） - 広川太一郎
  - ルパンVS複製人間・カリオストロの城・バビロンの黄金伝説 - 山田康雄
  - 風魔一族の陰謀 - 古川登志夫
  - 念力珍作戦 - 目黒祐樹

- 次元大介
  - パイロットフィルム（シネマスコープ版・TV版）・ルパンVS複製人間・カリオストロの城・バビロンの黄金伝説 - 小林清志
  - 風魔一族の陰謀 - 銀河万丈
  - 念力珍作戦 - 田中邦衛

- 峰不二子
  - パイロットフィルム（シネマスコープ版・TV版）・ルパンVS複製人間・カリオストロの城・バビロンの黄金伝説 - 増山江威子
  - 風魔一族の陰謀 - 小山茉美
  - 念力珍作戦 - 江崎英子

- 石川五ェ門
  - パイロットフィルム（シネマスコープ版） - 納谷悟朗
  - パイロットフィルム（TV版） - 小林修
  - ルパンVS複製人間・カリオストロの城・バビロンの黄金伝説 - 井上真樹夫
  - 風魔一族の陰謀 - 塩沢兼人
  - 念力珍作戦 - 出演せず

- 銭形警部
  - パイロットフィルム（シネマスコープ版） - 近石真介
  - パイロットフィルム（TV版） - 大塚周夫
  - ルパンVS複製人間・カリオストロの城・バビロンの黄金伝説 - 納谷悟朗
  - 風魔一族の陰謀 - 加藤精三
  - 念力珍作戦 - 伊東四朗

- 明智小五郎（パイロットフィルムのみ）
  - パイロットフィルム（シネマスコープ版） - 北村弘一
  - パイロットフィルム（TV版） - 高木均

- 墨縄紫
  - 風魔一族の陰謀 - 荘真由美

- 風見
  - 風魔一族の陰謀 - 千葉繁

- カリオストロ伯爵
  - カリオストロの城 - 石田太郎

- ナレーション（パイロットフィルムのみ） - 田中信夫